# Włodzimierz Łoziński (aktor)
Włodzimierz Łoziński, właśc. Łohaza (ur. 26 września 1911 w Krynicy-Zdroju, zm. 2 maja 1959 w Kałuszu) – polski aktor teatralny i filmowy.

## Życiorys

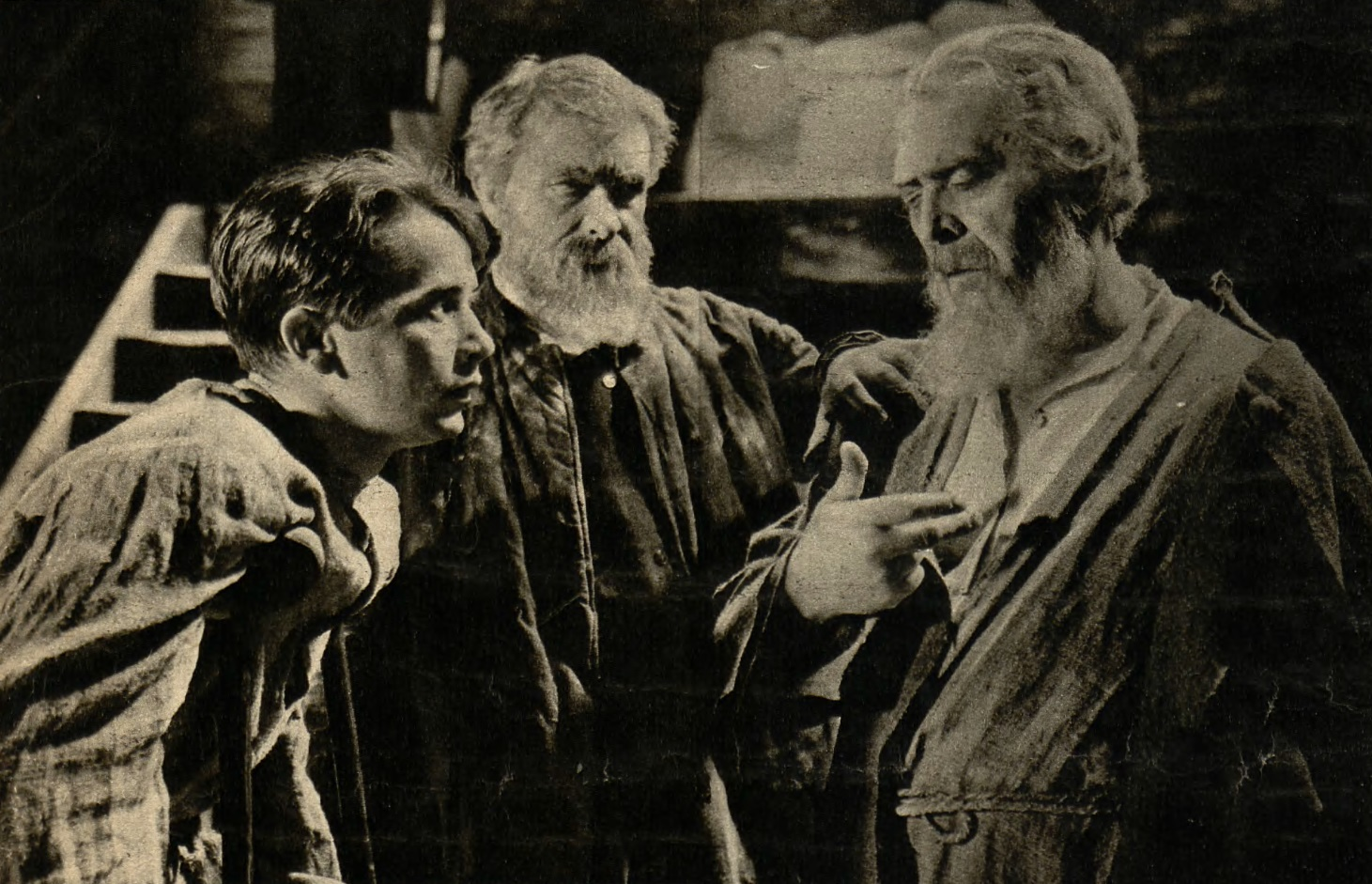
Włodzimierz Łoziński jako Wasylko (z lewej) w filmie Znachor

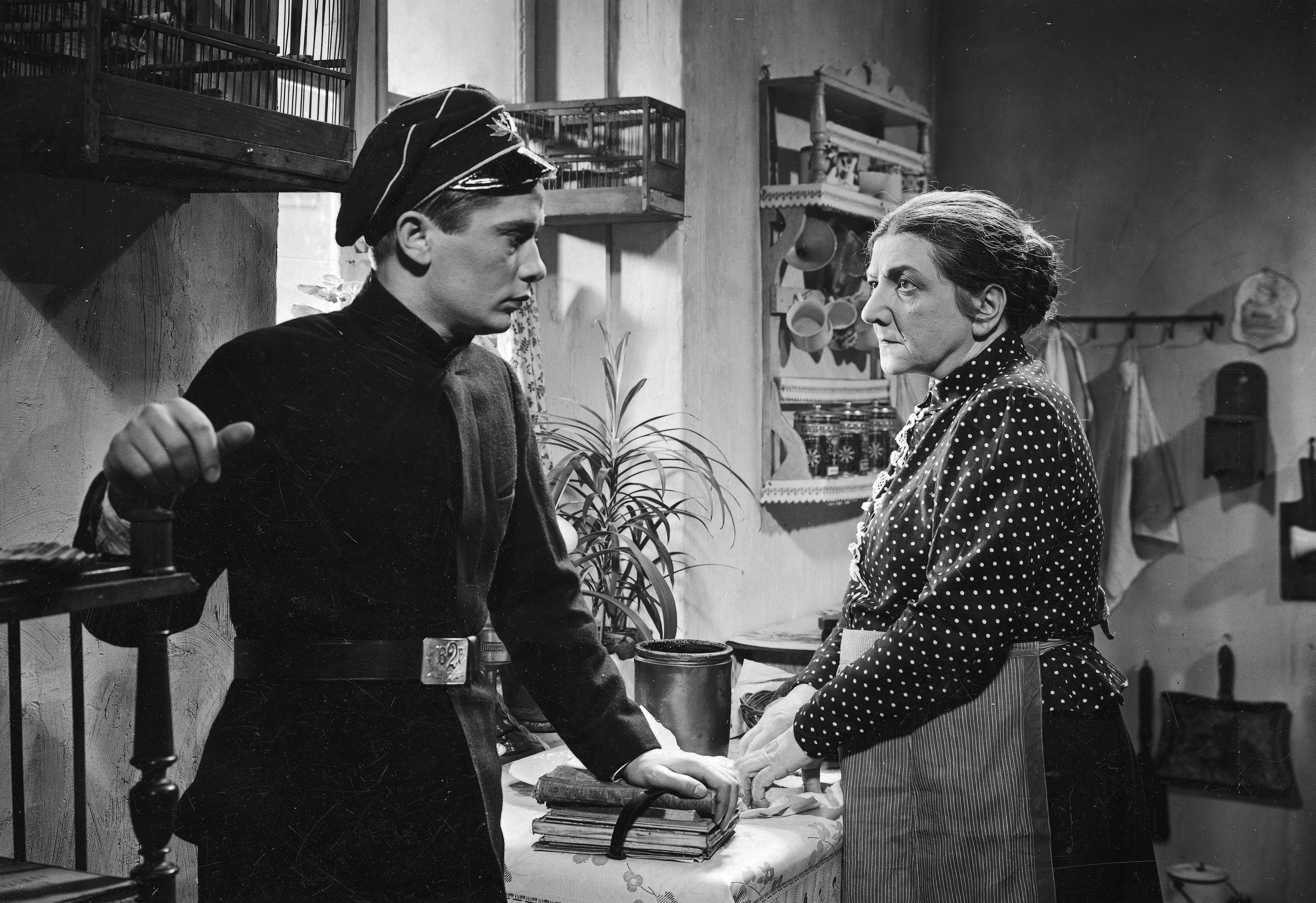
Łoziński (po lewej) w jednej ze scen filmu Dziewczęta z Nowolipek, 1937

Pochodził z mieszkającej na Podkarpaciu rodziny łemkowskiej Dionizego i Katarzyny, a jego prawdziwe nazwisko brzmiało Łohaza. Bratem jego matki był Harasym Gromosiak, działacz łemkowski i jeden z założycieli Związku Walki Zbrojnej w Krynicy. Młodszy brat Włodzimierza, Sławomir został wraz z wujem Harasymem rozstrzelany w 1940 na Wzgórzach Krzesławickich pod Krakowem. Włodzimierz Łohaza ukończył szkołę średnią w Nowym Sączu, następnie Państwowy Instytut Sztuki Teatralnej (PIST) w Warszawie. Po ukończeniu nauki występował na scenach warszawskich teatrów, Kameralnego i Teatru Malickiej. 
Po raz pierwszy pojawił się na ekranie w 1937, w ekranizacji powieści Znachor zagrał Wasyla, syna Prokopa. W tym czasie zaczął występował jako Włodzimierz Łoziński, gdyż, jak twierdził, nazwisko Łohaza brzmiało jako pseudonim. Wkrótce wcielił się w postać Mietka Mossakowskiego w Dziewczętach z Nowolipek. W 1938 zagrał w Profesorze Wilczurze, Gehennie i Drugiej młodości. Ostatnia rola zagrana przez Włodzimierza Łozińskiego to górnik Walerek w filmie Czarne diamenty (reż. Jerzy Gabryelski), który nie pojawił się na ekranach z powodu wybuchu wojny. Oprócz kariery aktorskiej, Włodzimierz był również utalentowanym narciarzem – zdobył mistrzostwo Polski w zawodach juniorów.
W czasie II wojny światowej brał udział w obronie Warszawy, po której zakończeniu udał się do Krynicy, gdzie w 1940 wziął ślub z Olgą Kurejówną, a następnie znalazł pracę w spółdzielni rolniczej, w której niedługo potem objął funkcję dyrektora. Jesienią 1942 został aresztowany przez Niemców razem ze swoimi współpracownikami z powodu tworzenia konspiracyjnych materiałów na jej terenie i osadzony w więzieniu w Tarnowie, a 28 stycznia 1943 trafił do Auschwitz-Birkenau (numer obozowy 95860). Po przeprowadzeniu na nim eksperymentów pseudomedycznych (wstrzykiwanie benzyny do węzłów chłonnych pachowych) został dyskretnie wyleczony, a następnie zwolniony w kwietniu 1943 przez jednego z obozowych lekarzy. Po uwolnieniu wyjechał do Lwowa, niedługo potem jednak o jego przebywaniu dowiedziało się gestapo, wobec czego we wrześniu 1943 w celu uniknięcia ponownego aresztowania wstąpił do SS Galizien. 13 lipca 1944 Łoziński brał udział w bitwie pod Brodami, w efekcie której oddział został rozbity, a on sam łącznie z większością członków trafił do sowieckiej niewoli.
Od 1945 przebywał w obozie nr 20 NKWD w Stalinogorsku. Następnie trafił do więzienia w Szybotowie, gdzie zajmował się organizacją chóru obozowego oraz pracą w szpitalu. Podczas pobytu w niewoli symulował choroby, aby uniknąć ciężkich robót, oraz opowiadał współwięźniom historie dotyczące przedwojennego kina. Używał w tym czasie nazwiska „Włodzimierz Łagoza”. W sierpniu 1948 został wywieziony do centralnego więzienia w Irkucku, gdzie otrzymał wyrok sześciu lat zsyłki. W ramach przymusowych robót został pracownikiem cegielni nad Angarą, gdzie po pewnym czasie awansował na stanowisko kierownika. Po odbyciu kary najprawdopodobniej pozostał w Irkucku. W 1950 po raz drugi wziął ślub, z Polką Eugenią Kozak, a w 1952 parze urodziły się bliźniaki Piotr i Paweł. W 1957 rodzina Łohazów opuściła Irkuck i przeniosła się do Lwowa, a następnie Kałusza. Krótko po przyjeździe, w 1958 starał się o repatriację do Polski, lecz władze PRL rozpatrzyły wniosek negatywnie.
Zmarł 2 maja 1959 na zawał serca, pochowany został na cmentarzu żydowskim w Kałuszu.